# Concert Noble

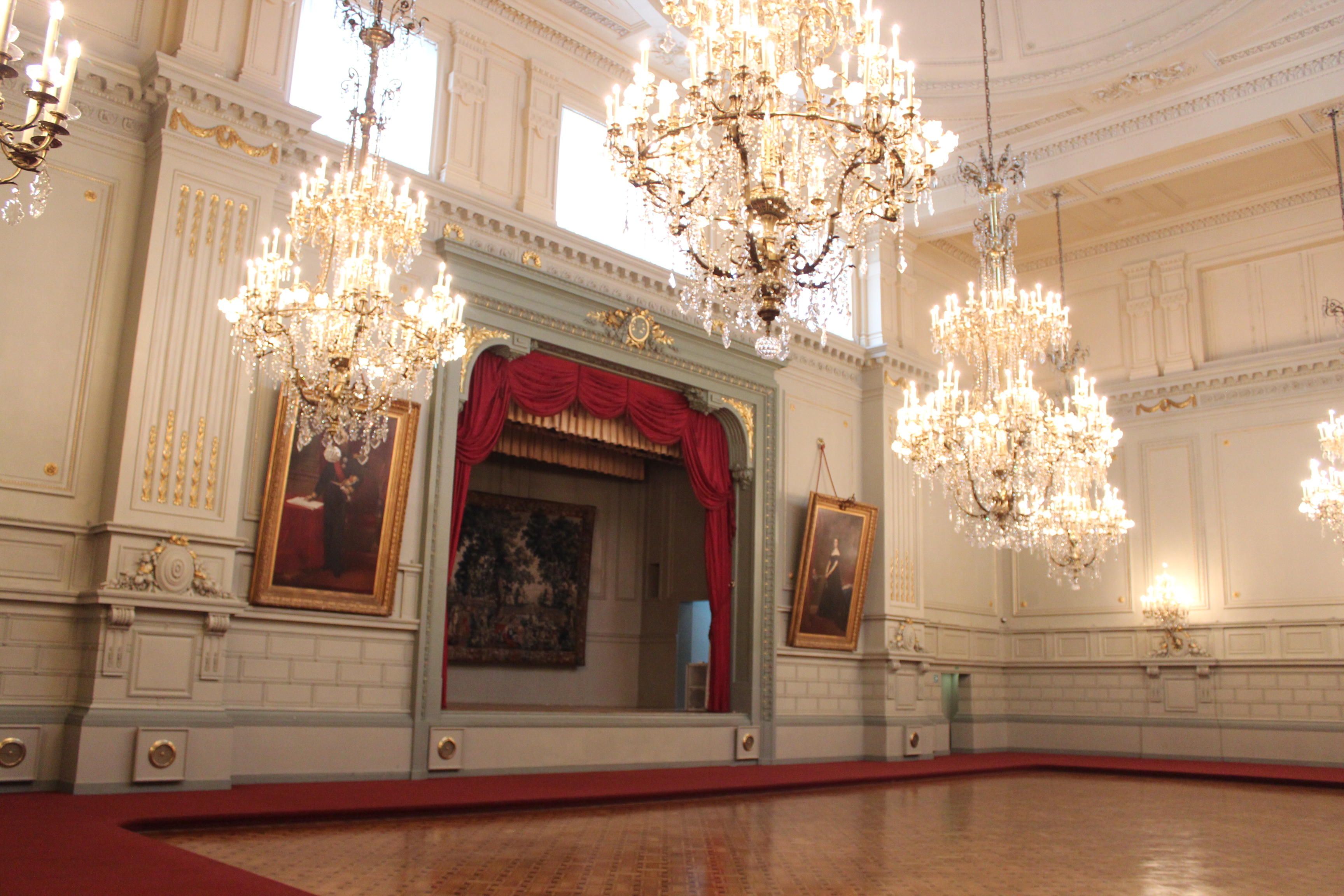

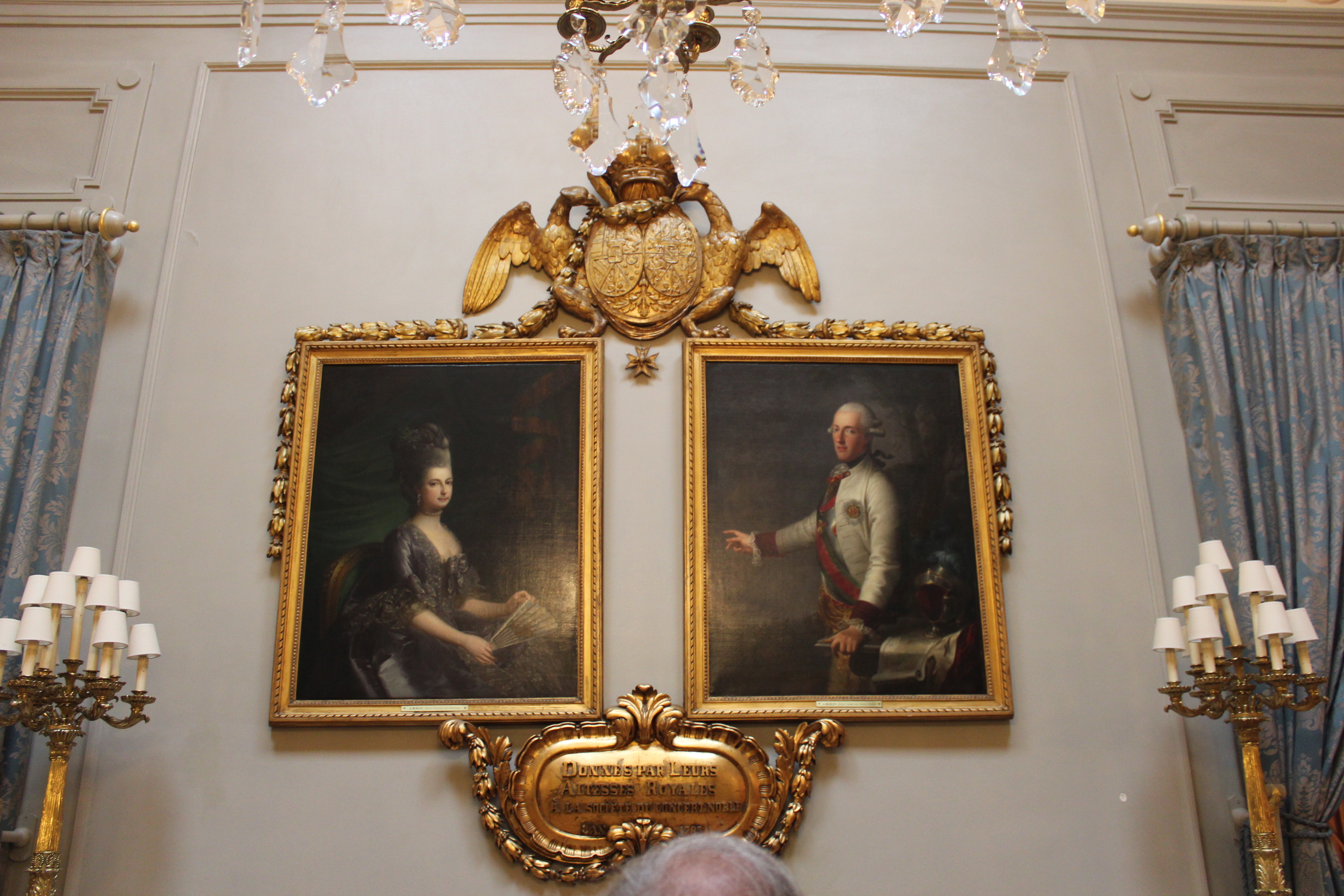
Portretten

De Concert Noble is een balzaal in de Leopoldswijk in de Belgische stad Brussel. Het gebouw staat aan de Aarlenstraat 82 - 84. De kamers kunnen nog steeds worden gehuurd voor privé-evenementen.

## Geschiedenis
De Société du Concert Noble werd in 1785 opgericht door Maria Christina van Oostenrijk en haar man Albert Casimir van Saksen-Teschen, wiens portretten in het gebouw hangen. 
In 1794 werd de adel door de Fransen afgeschaft en werd Concert Noble gesloten.
In 1830 werd de Belgische adel opnieuw opgericht en ook Concert Noble werd toen opnieuw opgericht. De vereniging huurde vanaf toen zalen.
In 1871 werd kocht de vereniging grond aan en koning Leopold II liet daar naar het ontwerp van architect Hendrik Beyaert een neoklassiek feestzalencomplex bouwen. De versierde kamers zijn versierd met verschillende portretten van de koninklijke familie. In 1873 werd het gebouw ingehuldigd.
Tijdens de Tweede Wereldoorlog werd het gebouw door de Duitse bezetter gebruikt als Offizierskasino.
Na de oorlog zijn de zalen zwaar beschadigd en worden gerestaureerd. Sinds die tijd worden de zalen steeds meer aan derden verhuurd.
In 1958 werd het zalencomplex gebruikt voor verschillende conferenties rond de wereldtentoonstelling van 1958.
In 1980 werd het gebouw gekocht door verzekeringsmaatschappij ABB. Zij laten op het voorplein een modern kantoorgebouw bouwen, terwijl de achterliggende feestzalen gerestaureerd werden in hun oorspronkelijke stijl. Het zalencomplex werd in de laatste decennia van de 20e eeuw geklasseerd als beschermd erfgoed.
In 2009 werd het gebouw eigendom van Edificio.